# Cicadetta
Cicadetta (лат.) — род равнокрылых насекомых из семейства цикадовых.

## Описание

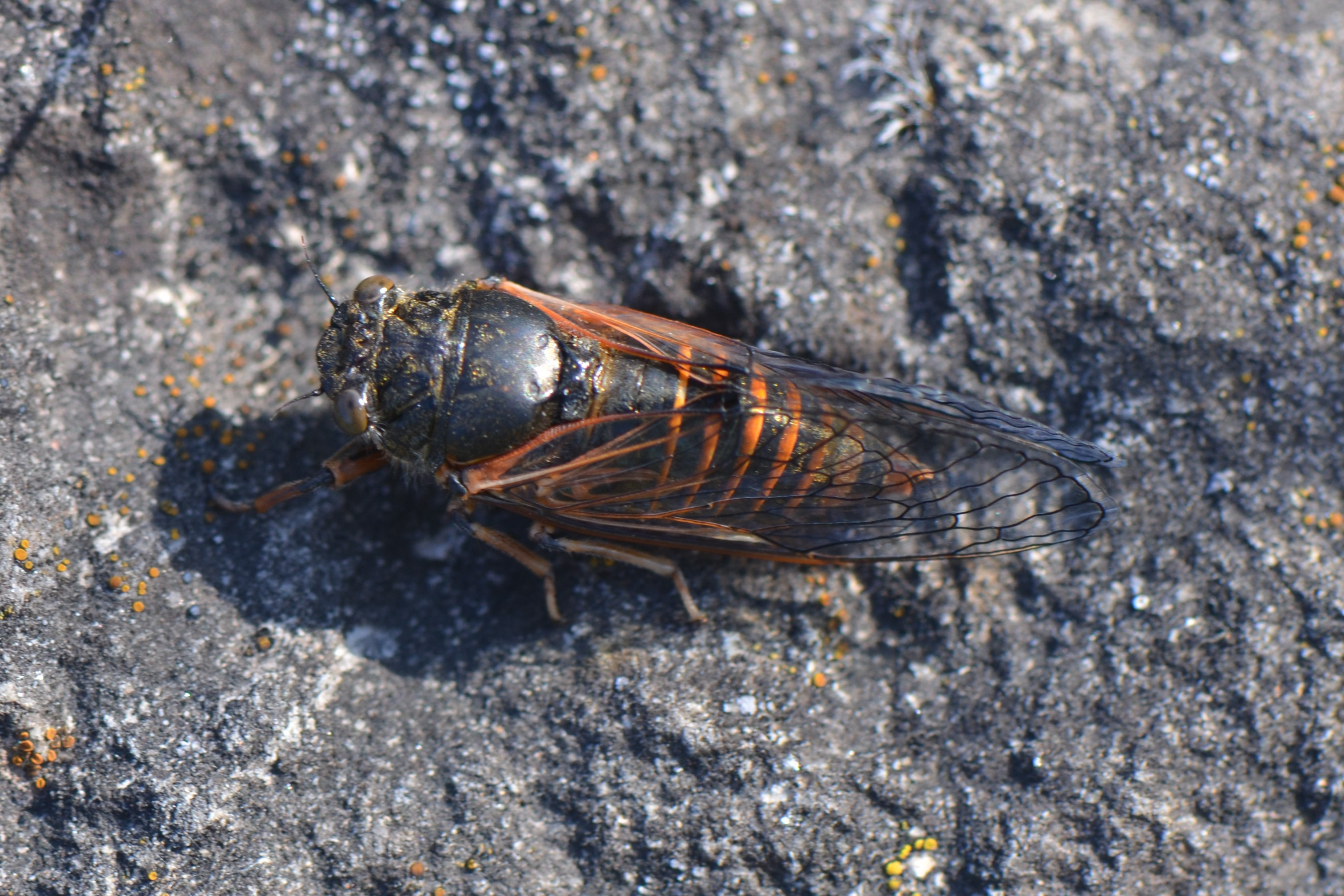
Cicadetta brevipennis

Тело коренастое. Голова заметно уже переднеспинки, передний край теменной поверхности головы выступает. Крылья стеклянистые, прозрачные, с темными жилками без какого-либо рисунка. Бедра передних ног с тремя крупными зубцами. На нижней стороне первого брюшного сегмента у самцов имеется звуковой аппарат в виде двух пластинок.

## Виды
В роде Cicadetta 58 видов:
- Cicadetta abscondita
- Cicadetta afghanistanica
- Cicadetta albipennis
- Cicadetta anapaistica
- Cicadetta brevipennis
- Cicadetta calliope
- Cicadetta camerona
- Cicadetta cantilatrix
- Cicadetta caucasica
- Cicadetta cerdaniensis
- Cicadetta chaharensis
- Cicadetta concinna
- Cicadetta diminuta
- Cicadetta dirfica
- Cicadetta fangoana
- Cicadetta fraseri
- Cicadetta haematophleps
- Cicadetta hageni
- Cicadetta hannekeae
- Cicadetta hodoharai
- Cicadetta inglisi
- Cicadetta inserta
- Cicadetta intermedia
- Cicadetta iphigenia
- Cicadetta juncta
- Cicadetta kansa
- Cicadetta kissavi
- Cicadetta kollari
- Cicadetta konoi
- Cicadetta laevifrons
- Cicadetta limitata
- Cicadetta macedonica
- Cicadetta mediterranea
- Cicadetta minuta
- Cicadetta montana
- Cicadetta nigropilosa
- Cicadetta olympica
- Cicadetta parvula
- Cicadetta pellosoma
- Cicadetta petrophila
- Cicadetta petryi
- Cicadetta pieli
- Cicadetta pilosa
- Cicadetta podolica
- Cicadetta popovi
- Cicadetta ramosi
- Cicadetta shansiensis
- Cicadetta sibilatrix
- Cicadetta sibillae
- Cicadetta surinamensis
- Cicadetta texana
- Cicadetta transylvanica
- Cicadetta tumidifrons
- Cicadetta tunisiaca
- Cicadetta turcica
- Cicadetta ventricosa
- Cicadetta viridicincta
- Cicadetta walkerella